# Yasmin Wijnaldum
Yasmin Wijnaldum (nascida em 10 de julho de 1998) é uma supermodelo holandesa. Ela é conhecida por sua catwalk confiante na passarela.

## Biografia
Wijnaldum nasceu em Amsterdã, Holanda. Seu pai é do Suriname e sua mãe da Holanda. Ela nasceu e foi criada em Amsterdã e atualmente reside na cidade de Nova York, tendo se mudado para lá quando tinha 17 anos. Ela tem um irmão mais velho e uma irmã mais velha. Ela está namorando Thomas Doherty desde 2021.

## Carreira
Wijnaldum fez sua estreia como modelo durante a competição Elite Model Look de 2014, onde representou a Holanda durante a final mundial e ganhou um contrato com a filial de Amsterdã da Elite Model Management. Depois de assinar com a Elite Worldwide e The Society, Wijnaldum fez sua estreia na passarela no desfile Jean-Paul Gaultier Haute Couture F/W 15, e desfilou exclusivamente para a Prada durante a temporada S/S 16, onde posteriormente reservou o Campanha S/S 16 ao lado de Sasha Pivovarova e Natalia Vodianova. Sua primeira capa de revista foi para a edição de verão de 2016 da ID Magazine. Em 2018, ela estreou no Victoria's Secret Fashion Show 2018.
Em 2017, Wijnaldum foi escolhida como uma das "11 modelos que você precisa conhecer" pela Vogue Arabia.
De 2017 a 2019, Wijnaldum foi listado como um dos modelos "Top 50" dos modelos e também foi classificado em sua antiga lista "Top Sexiest". Ela foi classificada em 2018 na lista anual do Business of Fashion de 500 pessoas que moldam a indústria da moda.